# Somain, Nord
 Somain là một xã ở tỉnh Nord ở miền bắc nước Pháp. Xã này có diện tích 12,32 km², dân số năm 1999 là 12.013 người. Xã nằm ở khu vực có độ cao trung bình 32 mét trên mực nước biển.